# Wedemeyer (Adelsgeschlecht)

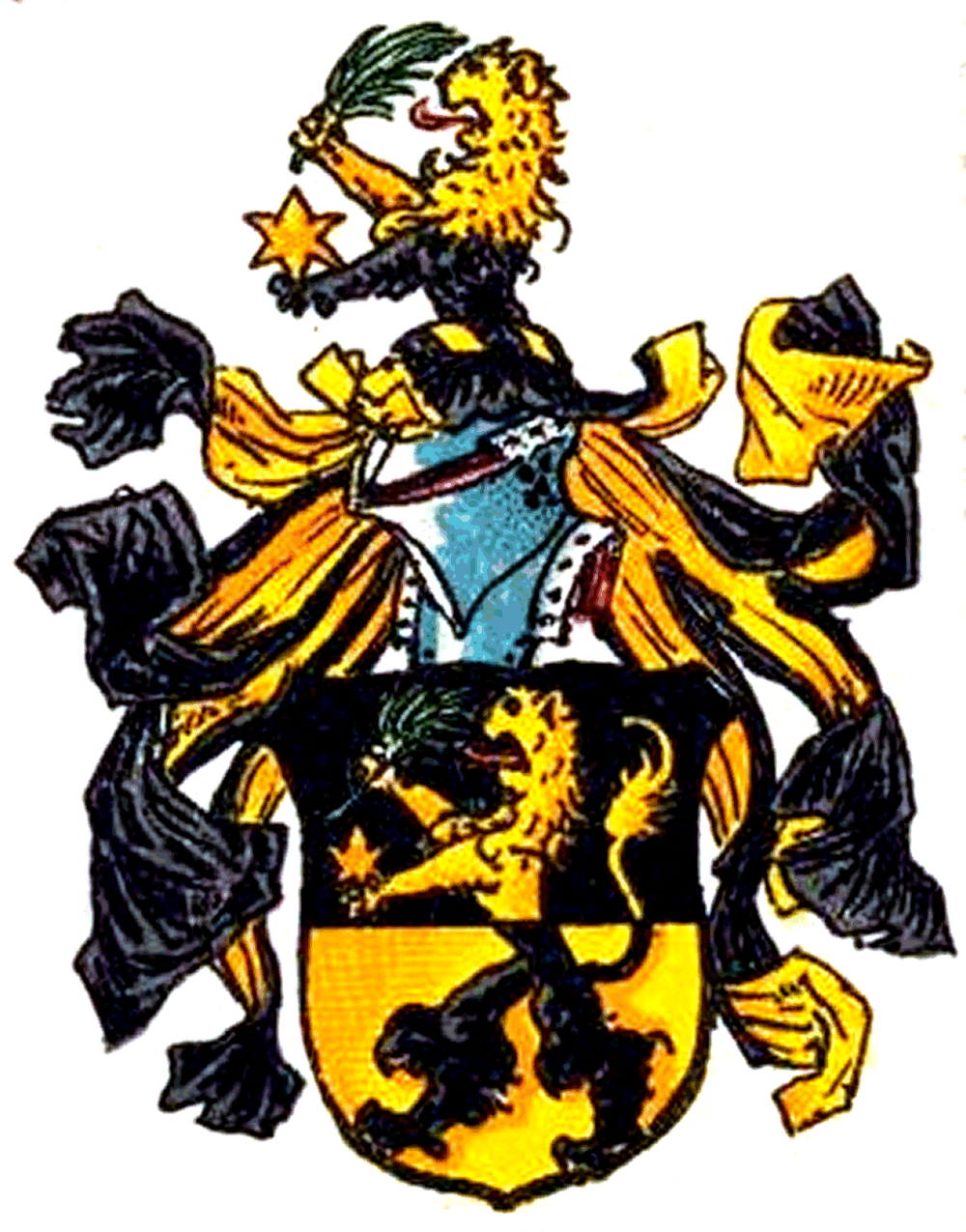
Wappen derer von Wedemeyer

Die Familie von Wedemeyer (auch Wedemeier, Wiedemayer geschrieben) ist ein niedersächsisches Staatsbeamten- und Patriziergeschlecht, das seit dem 16. Jahrhundert Rittergüter erwarb und 1819 den Briefadel erhielt.

## Geschichte

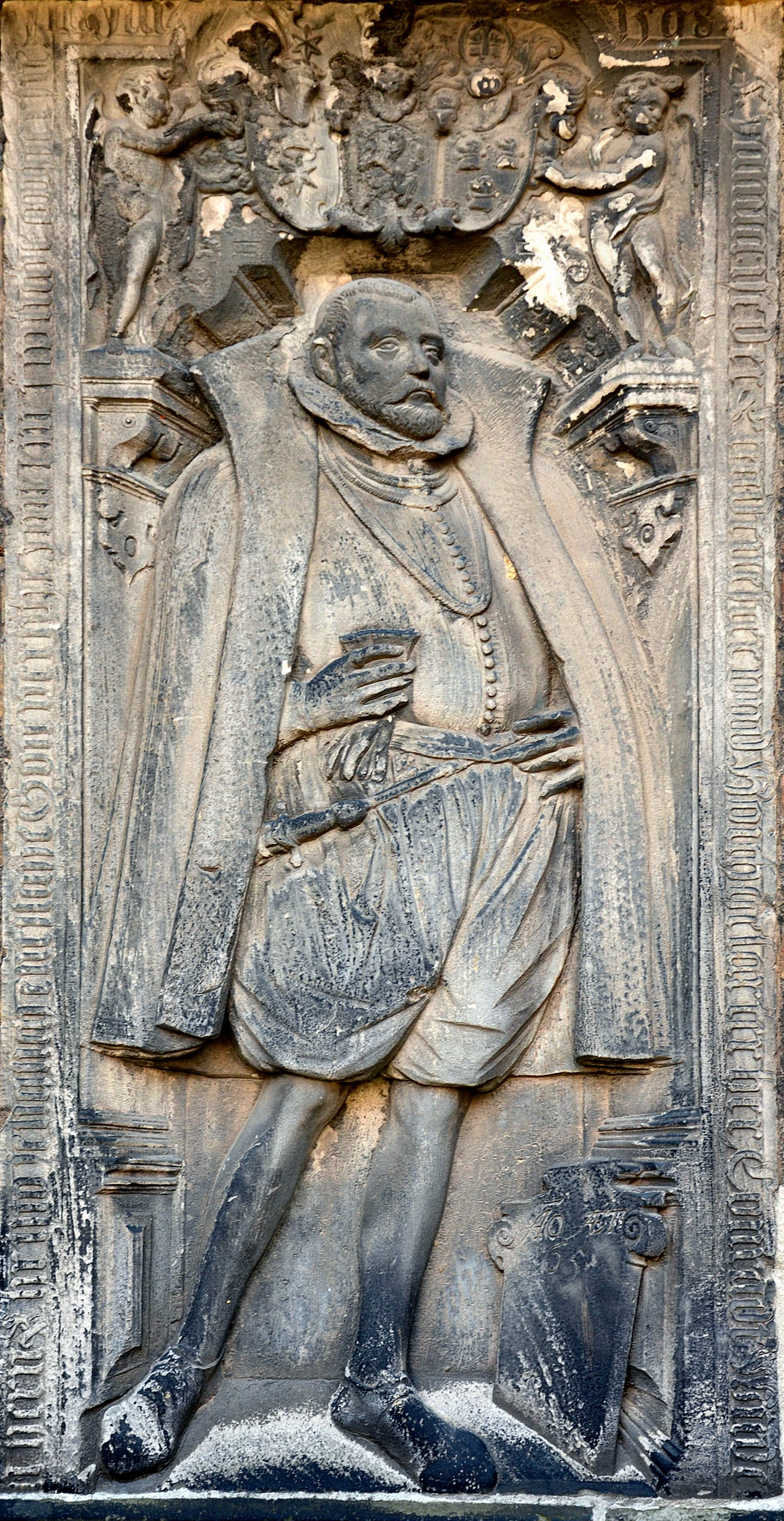
Epitaph des Rats und Großvogts Konrad Wedemeyer der Ältere (1533–1598) an der Marktkirche in Hannover

Die Familie führt ihren Ursprung auf Hans Wedemeyer (1336–1419) zurück. Im 15. und 16. Jahrhundert stiegen Mitglieder zu hohen Staatsbeamten der Herzöge zu Braunschweig und Lüneburg auf. Konrad Wedemeyer der Ältere (1533–1598), Sohn eines Gronauer Bürgermeisters, stieg als studierter Jurist zum fürstlichen Rat und Großvogt auf und wurde 1564 von Herzog Erich II. mit dem Gut Eldagsen belehnt. Seit 1576 sind die dort ansässigen Wedemeyer daher Mitglieder der Calenberger Ritterschaft.
Nachdem die Burg Eldagsen im Dreißigjährigen Krieg zerstört worden war, teilten die Brüder Dietrich (1611–1683) und Werner Wedemeyer den Besitz und begründeten die zwei Familienstämme vom „Obergut“ und „Untergut“; beide befinden sich bis heute im Familienbesitz.

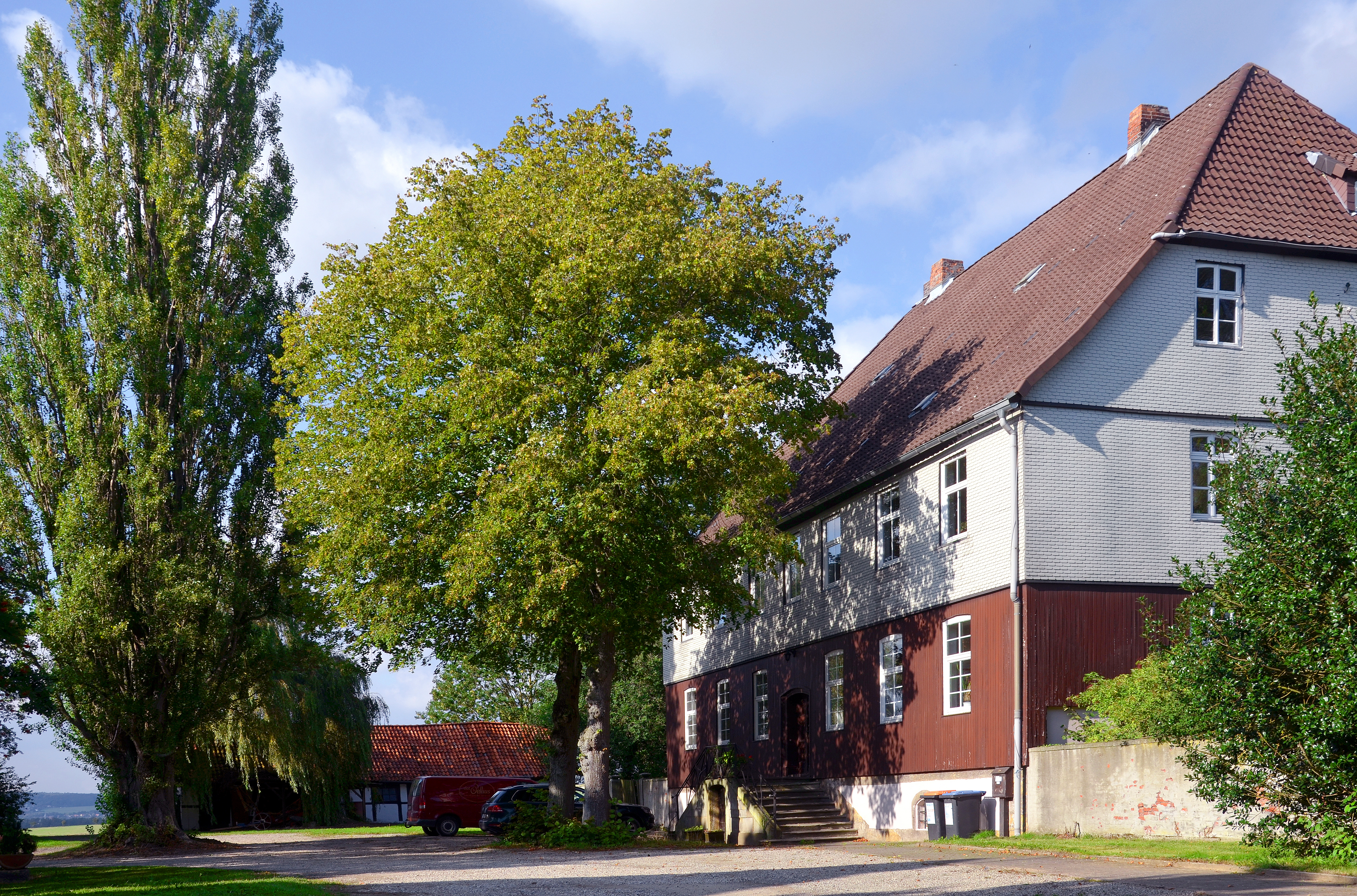
Obergut Eldagsen (Niedersachsen)
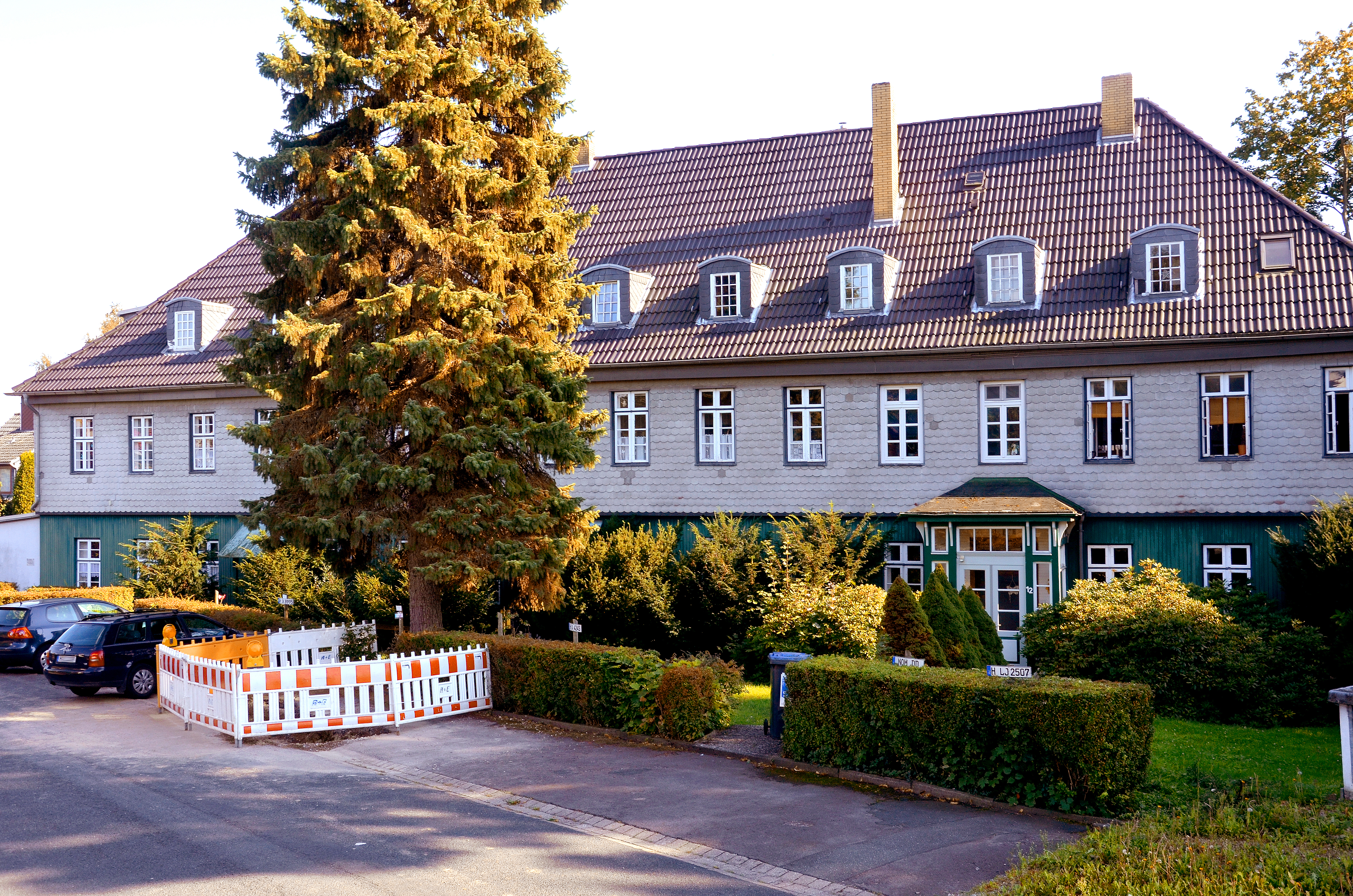
Untergut Eldagsen

Werners Sohn Conrad Werner Wedemeyer (1662–1732) war braunschweig-lüneburgischer Oberamtmann zu Lauenstein. Er erwarb, neben seinem elterlichen Hof in Eldagsen, eine Reihe von Gütern in Thüringen, die er aber in späteren Jahren wieder verkaufte.
In Hannover zählten die Wedemeyer traditionell zu den sogenannten „Hübschen Familien“, einer Art bürgerlichem „Staatspatriziat“. Max, Georg Ludwig und Justus von Wedemeyer erlangten 1901 die preußische Adelsanerkennung.
Johann Franz Justus Wedemeyer, Landwirt auf Untergut Eldagsen, kaufte 1811 das thüringische Klostergut Anrode, das bis 1886 im Familienbesitz blieb. Sein Sohn August Wilhelm Wedemeyer wurde 1819 in Preußen geadelt. Dessen Sohn Georg Ludwig von Wedemeyer (1781–1867), Jurist und Landwirt auf Untergut Eldagsen, war 1848/49 Mitglied der Frankfurter Nationalversammlung. Ihm gehörte zeitweise das Gut Langhagen in Mecklenburg-Schwerin (1815 bis 1846) und 1836 erwarb er auch das Gut Schönrade im damals brandenburgischen Kreis Friedeberg Nm., das damit zum Hauptsitz der Untergut-Linie wurde. Dessen Sohn Ludwig von Wedemeyer (1819–1875), ebenfalls Jurist und Landwirt auf Schönrade, Anrode und Eldagsen, war als Mitglied im Reichstag des Norddeutschen Bundes ein Gegner Bismarcks. Er erwarb 1864 zusätzlich das Gut Woynitz im Kreis Schmiegel und 1874 das Gut Hohen Wartenberg im Kreis Königsberg Nm.
Das Rittergut Pätzig bei Königsberg in der Neumark befand sich im Besitz des Hans von Wedemeyer, der sich als Büroleiter des Reichskanzlers Franz von Papen 1932/33 gegen die Ernennung Hitlers zum Reichskanzler aussprach. Er war in der Berneuchener Bewegung aktiv und seine Tochter Maria von Wedemeyer verlobte sich 1943 mit dem Theologen Dietrich Bonhoeffer, der 1945 als Widerstandskämpfer hingerichtet wurde.
Das mecklenburgische Gut Langhagen befindet sich heute wieder im Besitz der Familie von Wedemeyer (Untergut Eldagsen).

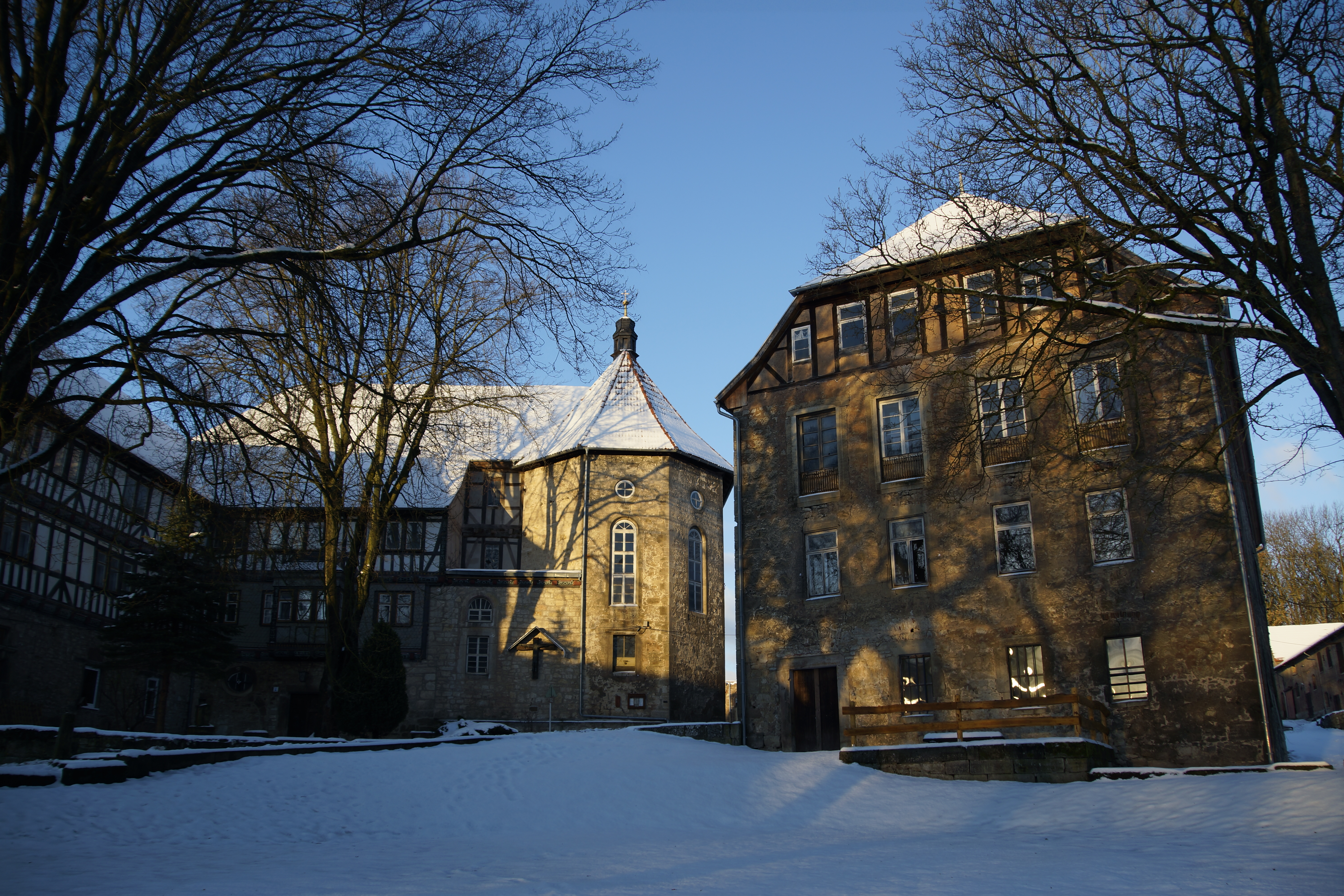
Klostergut Anrode (Thüringen)
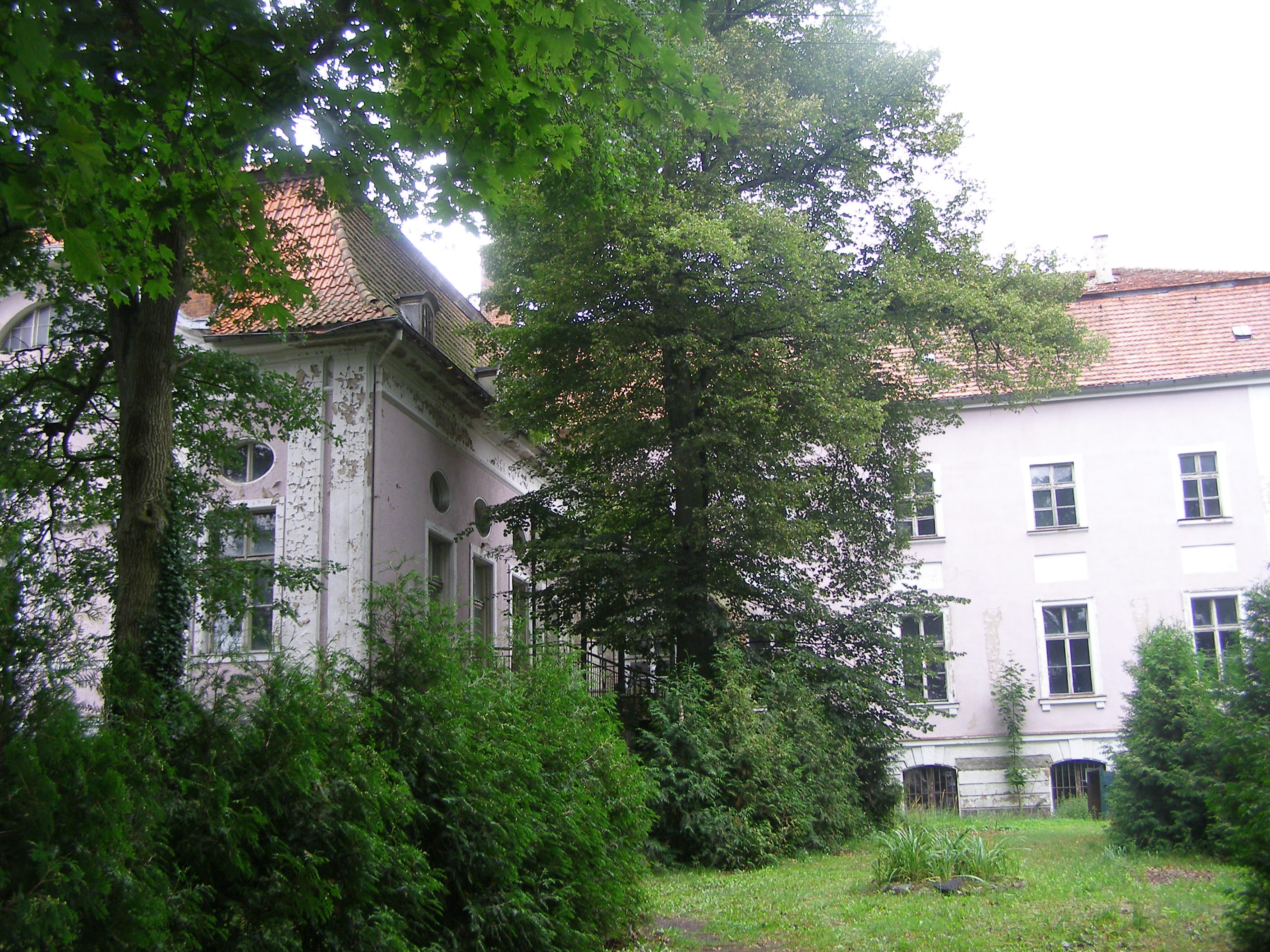
Schloss Schönrade (Neumark)
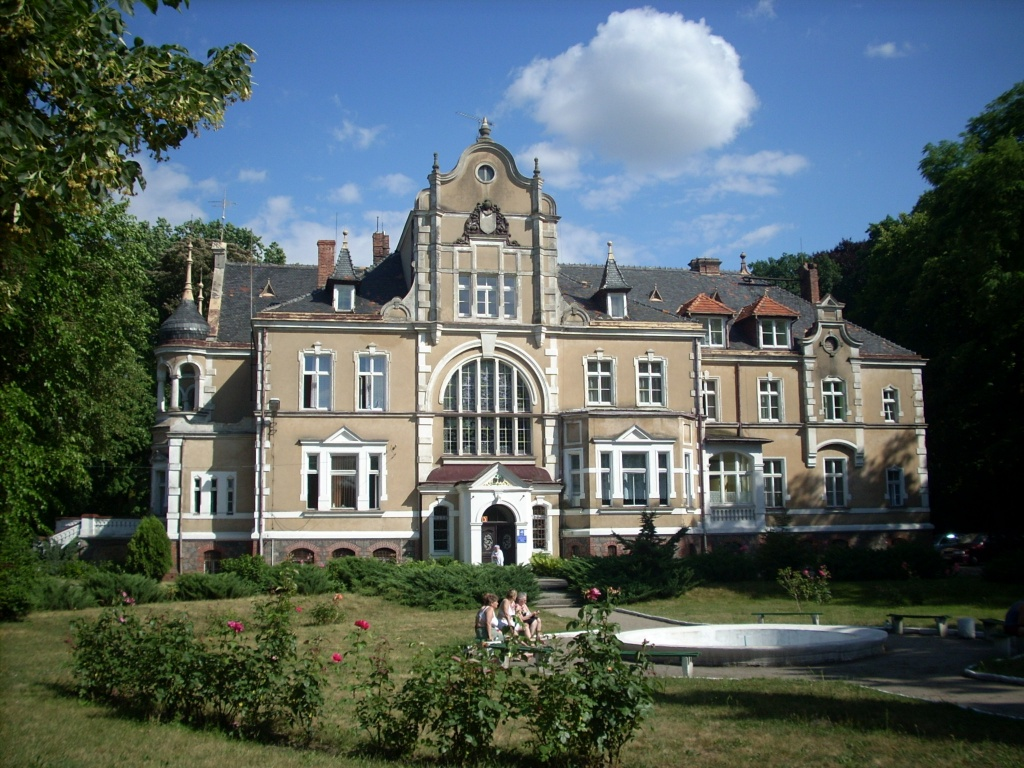
Woynitz (ehem. Provinz Posen)
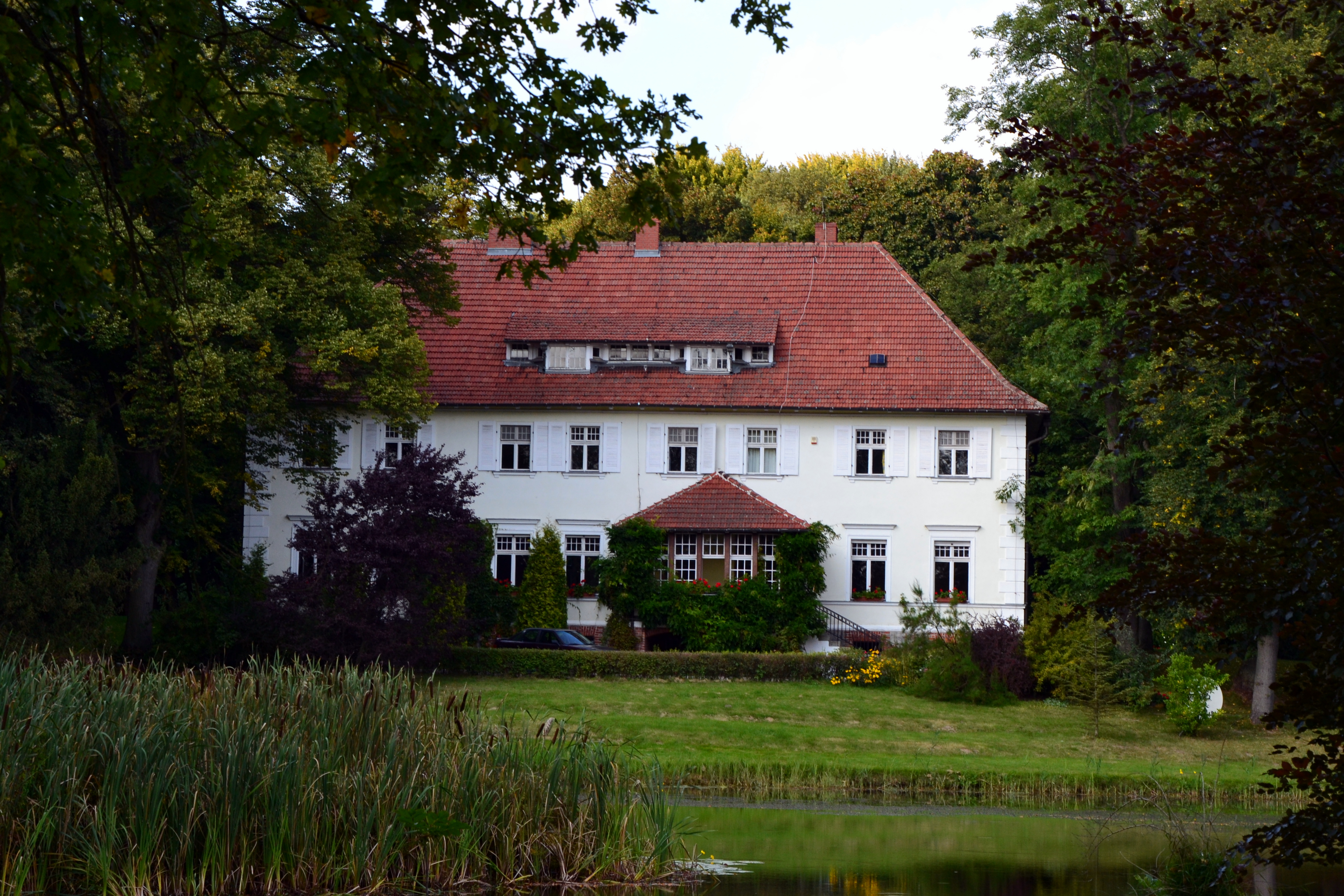
Hohen Wartenberg (Neumark)

## Wappen
Blasonierung: Der Schild ist von Schwarz und Gold geteilt, darauf ein Löwe in verwechselten Tinkturen, welcher in der oberen Pranke einen grünen Palmwedel und der unteren einen silbernen sechseckigen Stern hält. Der Helm wird gekrönt oder bewulstet dargestellt, darauf der Löwe wachsend. Die Decken sind schwarz-golden.

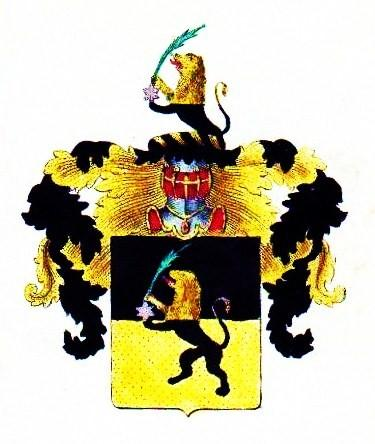
Wappenvariante der Wedemeyer
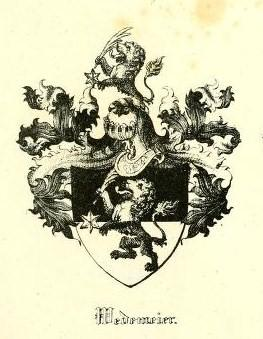
Wappen in Grotes Geschlechtsbuch

## Persönlichkeiten

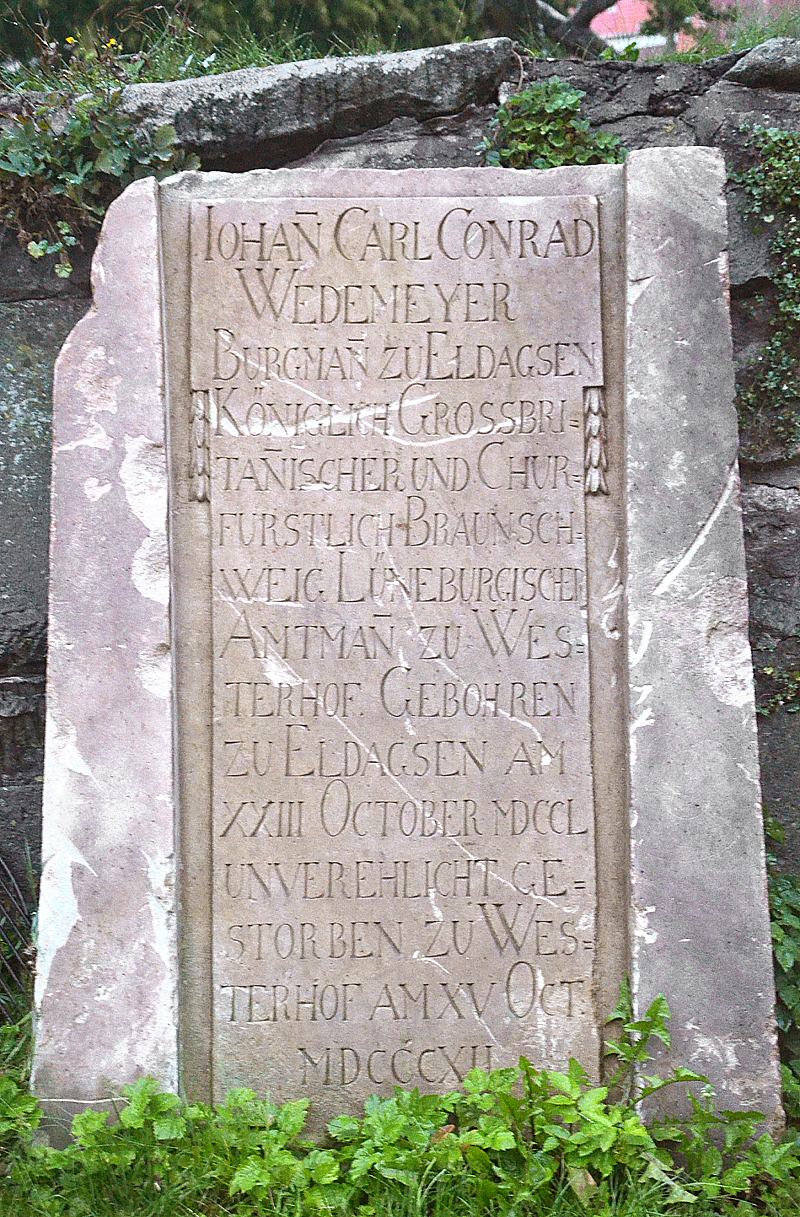
Bei Grabungen bei der Kirche St. Alexandri aufgefundener Grabstein des Johann Carl Conrad Wedemeyer (1750–1812), Burgmann zu Eldagsen und „Amtmann zu Amt Westerhof“

- Konrad Wedemeyer der Ältere (1533–1598), Großvogt des Fürstentums Calenberg
- Conrad Werner Wedemeyer (1662–1732), Oberamtmann
- Johann Carl Conrad Wedemeyer (1750–1812), Amtmann zu Westerhof
- Georg Ludwig von Wedemeyer (1781–1867), Mitglied der Frankfurter Nationalversammlung
- Ludwig von Wedemeyer (1819–1875), Jurist, Rittergutsbesitzer und Politiker
- Conrad von Wedemeyer (1870–1947), Landrat
- Franz-Just von Wedemeyer (1886–1945), auf Schönrade und Pätzig[4]
- Hans von Wedemeyer (1888–1942), deutscher Oberstleutnant d. Res. und Großgrundbesitzer
- Maria von Wedemeyer (1924–1977), Verlobte des evangelischen Theologen und Widerstandskämpfers gegen den Nationalsozialismus Dietrich Bonhoeffer
- Hans Werner Constantin von Wedemeyer (1927–2020), Kaufmann und Friedensaktivist, Bruder der Maria von Wedemeyer[5]
- Clemens von Wedemeyer (* 1974), Filmemacher und Videokünstler

### Erinnerungen
- Ruth von Wedemeyer-(Schönrade): In des Teufels Gasthaus. Eine preußische Familie 1918 - 1945. Hrsg. Peter von Wedemeyer und Peter Zimmerling, 2. Auflage, Brendlow, Moers 1994. ISBN 3-87067-493-8.
- Werburg Doerr, geborene von Wedemayer-Schönrade: Flieg, Maikäfer, flieg. Eine Kindheit jenseits der Oder. 2. Auflage, Piper, München; Zürich 2005. ISBN 3-492-24485-8.